# غيرهارد ميتر
غيرهارد ميتر (بالألمانية: Gerhard Mitter) مواليد 30 أغسطس 1935 في تشيكوسلوفاكيا، كان سائق فورملا 1 ألماني سابق بدأ مسيرته الاحترافية سنة 1963. كان أول سباق له هو جائزة هولندا الكبرى 1963. خاض خلال مسيرته 7 سباقات.

## سباقات شارك فيها
- لو مان 24 ساعة
- بطولة العالم للسيارات الرياضية

## روابط خارجية
- غيرهارد ميتر على موقع DriverDB.com (الإنجليزية)